# Adrian Gomboc
Adrian Gomboc (Murska Sobota, 20 de enero de 1995) es un deportista esloveno que compite en judo. Ganó dos medallas en el Campeonato Europeo de Judo, oro en 2018 y plata en 2017, ambas en la categoría de –66 kg.

## Palmarés internacional
| Campeonato Europeo | Campeonato Europeo | Campeonato Europeo | Campeonato Europeo |
| Año                | Lugar              | Medalla            | Categoría          |
| ------------------ | ------------------ | ------------------ | ------------------ |
| 2017               | Varsovia (Polonia) | Medalla de plata   | –66 kg             |
| 2018               | Tel Aviv (Israel)  | Medalla de oro     | –66 kg             |